# Tournous-Devant
Tournous-Devant ist eine französische Gemeinde mit 83 Einwohnern (Stand 1. Januar 2022) im Département Hautes-Pyrénées in der Region Okzitanien. Sie gehört zum Kanton La Vallée de l’Arros et des Baïses und zum Arrondissement Bagnères-de-Bigorre. 

## Lage
Sie ist umgeben von folgenden Nachbargemeinden:
| Sentous |                                             | Campuzan |
| Libaros | Kompassrose, die auf Nachbargemeinden zeigt | Vieuzos  |
| Galan   |                                             | Sabarros |

## Bevölkerungsentwicklung
| Jahr                      | 1962 | 1968 | 1975 | 1982 | 1990 | 1999 | 2008 | 2016 |
| ------------------------- | ---- | ---- | ---- | ---- | ---- | ---- | ---- | ---- |
| Einwohner                 | 155  | 145  | 129  | 140  | 138  | 128  | 112  | 113  |
| Quelle: Cassini und INSEE |      |      |      |      |      |      |      |      |